# Seznam poutních míst k jubilejnímu roku 2025 v Česku
Pro Svatý rok 2025 byl vydán přehled poutních jubilejních svatých míst pro Českou republiku, kde je v souvislosti s vykonáním pouti je možné získat od 29. prosince 2024 do 28. prosince 2025 plnomocné odpustky.

## Místa, kde lze získat jubilejní plnomocné odpustky

### Pražská arcidiecéze
Zahájení: 29. prosince 2024 v 17 hodin v katedrále sv. Víta, Václava a Vojtěcha. Procesí šlo od kostela Všech svatých přes III. nádvoří do katedrály. Pontifikální bohoslužbu celebroval arcibiskup Jan Graubner.
1. Katedrála sv. Víta, Václava a Vojtěcha, Praha
2. Bazilika sv. Markéty, Praha-Břevnov
3. Bazilika Nanebevzetí Panny Marie, Praha-Strahov
4. Bazilika sv. Petra a Pavla, Praha-Vyšehrad
5. Bazilika sv. Jakuba Staršího, Praha-Staré město
6. Bazilika sv. Ludmily, Praha-Vinohrady
7. Bazilika Nanebevzetí Panny Marie, Svatá Hora
8. Kostel Nanebevzetí Panny Marie, Stará Boleslav
9. Kostel Navštívení Panny Marie, Hrádek u Vlašimi
10. Klášterní kaple Navštívení Panny Marie, klášter Hájek u Červeného Újezda[4]

### Litoměřická diecéze
Zahájení: 29. prosince 2024 v 16 hodin v katedrále sv. Štěpána v Litoměřicích. Celebroval biskup Stanislav Přibyl.
1. Katedrála sv. Štěpána v Litoměřicích
2. Bazilika Panny Marie Bolestné v Bohosudově
3. Bazilika sv. Vavřince a sv. Zdislavy v Jablonném v Podještědí
4. Bazilika Panny Marie Pomocnice křesťanů ve Filipově
5. Kostel Navštívení Panny Marie v Hejnicích
6. Kostel Panny Marie Královny hor v Bozkově
7. Kostel Navštívení Panny Marie a sv. Martina v Liběšicích u Žatce
8. Kostel Navštívení Panny Marie v Horní Polici

### Ostravsko-opavská diecéze
Zahájení: 29. prosince v 16 hodin v kostele sv. Václava s následným procesím do katedrály Božského Spasitele v Ostravě. Celebroval biskup Martin David.
1. Katedrála Božského Spasitele v Ostravě
2. Konkatedrála Nanebevzetí Panny Marie v Opavě
3. poutní kostel Panny Marie Pomocné na Maria Hilf u Zlatých Hor
4. poutní kostel Panny Marie Bolestné a Povýšení svatého Kříže na Cvilíně u Krnova
5. farní kostel Nejsvětějšího Srdce Ježíšova v Českém Těšíně
6. farní kostel Nejsvětější Trojice ve Fulneku

### Brněnská diecéze
Zahájení: 29. prosince 2024 v 17 hodin v kostele sv. Jakuba, odkud vyšlo procesí do katedrály sv. Petra a Pavla. Hlavní celebrant byl biskup Pavel Konzbul.
1. Katedrála sv. Petra a Pavla v Brně
2. Bazilika Nanebevzetí Panny Marie na Starém Brně
3. Bazilika Nanebevzetí Panny Marie a sv. Mikuláše ve Žďáru nad Sázavou
4. Kostel sv. Anny v Žarošicích
5. Kostel Jména Panny Marie ve Křtinách
6. Kostel Panny Marie Bolestné ve Sloupu v Moravském krasu
7. Kostel Panny Marie Karmelské v Kostelním Vydří
8. Kostel Navštívení Panny Marie v Hlubokých Mašůvkách

### Olomoucká arcidiecéze
Zahájení: 29. prosince 2024 v 15 hodin v olomouckém kostele Panny Marie Sněžné, po úvodních obřadech následovalo procesí ulicemi města do katedrály sv. Václava, kde bohoslužba pokračovala; za přítomnosti arcibiskupa Josefa Nuzíka a biskupa Antonína Baslera.
1. Katedrála sv. Václava v Olomouci
2. Bazilika Nanebevzetí Panny Marie a sv. Cyrila a Metoděje na Velehradě
3. Bazilika Nanebevzetí Panny Marie na Svatém Hostýně
4. Bazilika Navštívení Panny Marie na Svatém Kopečku
5. Poutní kostel Panny Marie Sněžné na Provodově
6. Poutní kostel Povýšení svatého Kříže na Kalvárii v Jaroměřicích

### Českobudějovická diecéze
Zahájení: 29. prosince v 17 hodin v českobudějovické katedrále svatého Mikuláše. Celebroval biskup Vlastimil Kročil.
1. děkanský kostel sv. Jakuba v Prachaticích
2. děkanský kostel sv. Václava v Sušici
3. Bazilika Navštívení Panny Marie v Milevsku
4. poutní kostel Nejsvětější Trojice na Křemešníku
5. poutní kostel Jména Panny Marie na Lomci
6. poutní kostel Panny Marie Těšitelky na Dobré Vodě u Nových Hradů
7. poutní kostel Nanebevzetí Panny Marie v Kájově[9]

### Plzeňská diecéze
Zahájení: 29. prosince 2024 v 15 hodin v katedrále sv. Bartoloměje v Plzni. Celebroval biskup Tomáš Holub.
1. Klatovy, farní kostel Narození Panny Marie
2. Chlum sv. Máří
3. Katedrála sv. Bartoloměje, Plzeň
4. Klášterní kostel Zvěstování Páně (Klášter Teplá)[10]

### Královéhradecká diecéze
Zahájení: 29. prosince 2024 v 15 hodin v kostele Nanebevzetí Panny Marie, následně se šlo průvodem do katedrály Svatého Ducha. Celebruje biskup Jan Vokál.
1. Katedrála Svatého Ducha, Hradec Králové
2. Kaple Zjevení Capelinha – Českomoravská Fatima, Koclířov
3. Kostel Nanebevzetí Panny Marie – Hora Matky Boží, Králíky
4. Kostel Nanebevzetí Panny Marie (klášterní), Nová Paka
5. Kostel Panny Marie Pomocné na Chlumku, Luže
6. Kostel Narození Panny Marie (klášterní), Želiv
7. Rokole, celý areál (Kaple Nejsvětější Trojice v klášteře, Kaple Betlém, Kostel Panny Marie)
8. Kostel sv. Matouše, Deštné v Orlických Horách[11]

### Apoštolský exarchát
Zahájení: 29. prosince 2024 v katedrále sv. Klimenta. Celebroval biskup Ladislav Hučko, apoštolský exarcha.
1. Katedrála svatého Klimenta, Praha